# Домнин, Семён Васильевич
Семён Васильевич Домнин (5 сентября 1906, Подлесное, Хвалынский район — 17 ноября 1991, Одесса) — советский морской офицер-подводник , контр-адмирал (1953). Участник Великой Отечественной войны. Командир Керченско-Феодосийской военно-морской базы, Одесской военно-морской базы.

## Биография
Родился 5 сентября 1906 года в селе Подлесное, ныне Хвалынского района Саратовской области. Русский. 
В 1928-1929 годах – краснофлотец Учебного отряда. В 1929-1930 годах - писарь Объединенной школы УО МСЧМ.  В 1933 году окончил Военно-морское училище им. М. В. Фрунзе со штурманским уклоном. 
Направлен на Черноморский флот. В 1933-1934 год - командир штурманской группы ПЛ «Гарибальдиец». В апреле-июне 1934 года командир БЧ-1 ПЛ «Карбонарий», с сентября 1934 года - командир «Л-6». В 1935 году обучался в УОПП им. С. М. Кирова. С августа 1935 года - помощник командира, с февраля 1937 - командир ПЛ «Л-5». 
С декабря 1937 по июнь 1938 года начальник штаба ОВРа Черноморского флота. С июня 1938 года - помощник начальника 7-го отдела, в марте 1939 - и. д. помощника начальника 2-го отдела, в апреле-ноябре 1939 года и с августа 1940 по май 1941 года - начальник 1-го отделения, с ноября 193 по август 1940 года заместитель начальника 2-го отдела штаба Черноморского флота. В 1941 году закончил отдел командиров кораблей ВСККС ВМФ, с мая 1941 года - старший помощник командира крейсера «Молотов». Член КПСС с 1942 года.  
С октября 1943 года начальник штаба Новороссийской военно-морской базы, с декабря 1944 года – начальник отдела БП штаба, одновременно с января 1948 по январь 1949 года - заместитель начальника штаба флота. С января 1949 по декабрь 1952 года командир крейсера «Куйбышев». В 1953 году закончил АКОС при Военно-морской академии им. К. Е. Ворошилова. С марта 1953 года командир 46-й дивизии учебных кораблей. Контр-адмирал (3 августа 1953).
С апреля 1956 года командир Керченско-Феодосийской ВМБ, с апреля 1957 года - Одесской ВМБ Черноморского флота. С января 1960 года военный специалист по ВМФ, с августа 1961 - представитель по ВМФ, с сентября 1963 - помощник представителя ГК ОВС по ВМФ в Румынской армии. С ноября 1963 года - в распоряжении Главного командования ВМФ. С февраля 1964 года командир 83-й бригады кораблей ОВРа Черноморского флота. С декабря 1965 года в запасе по болезни.
Хорошо играл на гитаре и пел.
Скончался 17 ноября 1991 года в Одессе. Похоронен на Новогородском (Таировском) кладбище.

## Награды
- Ордена  Ленина (1953),  Красного Знамени (25.05.1945, 1949),  Отечественной войны I степени (19.03.1944, 6.04.1985),  Красной Звезды (1942, 03.11.1944).
- Медали "За оборону Севастополя", "За оборону Кавказа", "За победу над Германией в Великой Отечественной войне 1941 - 1945 гг" и др. [1].